# (I Like) The Way You Love Me
"(I Like) The Way You Love Me" (Español: "(Me Gusta) La Forma en Que Me Amas") es una canción del artista americano Michael Jackson que incluyó en su álbum póstumo Michael. La canción anteriormente apareció en The Ultimate Collection (2004) con el título "The Way You Love Me" (Español: "La Forma en Que Me Amas") cuando la canción aún no estaba acabada.  Poco antes la muerte de Jackson, la canción fue re-arreglada y más coros fueron añadidos.

## Posición en listas.
La canción fue liberada como el cuarto single del álbum, Michael. Debutó en el Italian Airplay Chart el 17 de julio de 2011 en el número 86. 

## Personal
- Escrito, compuesto, voz principal, coros y beatbox por Michael Jackson
- Producida por Theron "Neff-U" Feemster y Michael Jackson
- Arreglo de Theron "Neff-U" Feemster
- Piano de Will Champlin
- Coros de Michael Durham Prince
- Diseñado por Michael Prince, James Murray, Charlie Hanes y Tim Roberts
- Mezclado por Serban Ghenea
- Guitarra de Erick Donell Walls
- Bajo de Thomas Drayton
- Batería de Joe Corcoran y James Porte
- Percusión de Paulinho da Costa
- Ritmo de Paulinho da Costa
- Programación y acabado por Theron "Neff-U" Feemster

## Lanzamiento
| Región        | Fecha               | Formato          |
| ------------- | ------------------- | ---------------- |
| Corea del Sur | 18 de enero de 2011 | Descarga digital |
| Italia        | 8 de julio de 2011  | Radio airplay    |
| China         | 27 de julio de 2011 | Radio airplay    |